# Левон Григорян
Левон Рачикович Григорян (нар. 20 серпня 1957 року, Єреван) — вірменський режисер-документаліст, колишній асистент Сергія Параджанова, по суті, другий режисер всіх його картин.

## Життєпис
Народився 20 серпня 1957 року у місті Єревані. Закінчив середню школу ім. Мрав'яна. З 1977 по 1979 рік служив у Радянській армії у військах Групи радянських військ у Німеччині. З 1974 працював на кіностудії «Вірменфільм», з 1982 — на телебаченні Вірменії. 1985 року закінчив Вищі курси телеоператорів у Москві. У 1993 році вступив до телерадіокомпанії «Останкіно» (корпункт в Єревані), де і працює до цього дня.
Автор кількох книг та документальних фільмів про життя та творчість Сергія Параджанова.

## Твори
- Григорян Л. Р. Параджанов. — М. : Молодая гвардия, 2011. — P. 318. — (ЖЗЛ: Серия биографий) — 4000 прим. — ISBN 978-5-235-03438-9.
- Григорян Л. Р. Три цвета одной страсти: триптих Сергея Параджанова. — М. : Союз кинематографистов СССР, 1991. — 191 с. — 25000 прим.

Цикл фільмів
- «Я, Сергей Параджанов» («Кора-фильм», 2001)
- «Андрей и Сергей» (ГТРК «Культура», 2002 — о дружбе с А. А. Тарковским)
- «Орфей спускается в ад» («Кора-фильм», 2003)
- «Эрос и Танатос» («Кора-фильм», 2005)
- «Воспоминания о „Саят-Нове“» («Арменфильм», Армения — «Zjivago-Media», Италия, 2005)

Ці фільми пізніше об'єднані в єдиний фільм «Код Параджанова»;